# Карпулинг
Карпу́линг (англ. car «автомобиль» + pool «объединение») или райдше́ринг (англ. ride «поездка» + share «делиться») — совместное использование частного автомобиля с помощью онлайн-сервисов поиска попутчиков. При этом расходы на топливо распределяются пропорционально и выбирается оптимальный для всех участников поездки маршрут без значительных отклонений от основного маршрута водителя (владельца автомобиля), в отличие от такси, при использовании которого расходы оплачивает пассажир, а направление поездки не ограничивается водителем, и автостопа, где по факту платит только водитель, который следует строго по своему маршруту. Теоретически при райдшеринге возможно передавать управление автомобилем одному из пассажиров, но на практике это применяется достаточно редко.
В зависимости от способа планирования совместной поездки выделяют следующие виды карпулинга:
- Классический — как правило, длительная (от 100 км) поездка, планируется заблаговременно (от 1 дня до нескольких месяцев).
- Динамический — перемещение в городском пространстве на незначительные расстояния (1—100 км) при наличии альтернатив (на собственном авто, общественным транспортом, на такси, велосипеде или пешком).
- Регулярный — участники, маршрут и расписание поездки постоянны.

## История
Карпулинг как массовое явление впервые появился в США во время Второй мировой войны, когда топливо стало дефицитным ресурсом. Один из самых известных плакатов того времени заявлял: «Если ты едешь один, то везешь с собой Гитлера. Присоединяйся к каршеринг клубу!». 
Затем интерес к карпулингу вырос в США в 1970-е, в связи с ростом цен на бензин в результате нефтяного кризиса 1973 года. В Европе карпулинг модным не был, так как система общественного транспорта там была развита гораздо лучше, чем в США.
Кроме того, из-за быстрого роста городов и количества автомобилей, обострилась проблема дорожных заторов. Как один из методов борьбы с пробками в США стали появляться специальные выделенные полосы для автомобилей с двумя и более пассажирами — полосы высокой загруженности. Так для карпулинга появился еще один стимул — экономия времени. 
Карпулинг стал особенно популярным в 2000-е годы с развитием интернета и мобильных технологий, облегчивших поиск попутчиков.

## Преимущества и недостатки
Карпулинг позволяет использовать свободные места частных легковых автомобилей, что снижает суммарное потребление топлива и транспортные расходы участников поездки. Кроме того, регулярное использование совместных поездок гарантированно снижает трафик, помогает разгрузить дороги в часы пик и уменьшает пагубное воздействие автомобильных выбросов на окружающую среду. Пассажиры и водители могут использовать карпулинг как единожды, так и регулярно.
Сервис особенно эффективен в районах, слабо охваченных системой общественного транспорта.
Одним из возможных недостатков может быть экономический ущерб, причиняемый автомобильной промышленности, поэтому частные и государственные таксомоторные компании выступают противниками данного сервиса. Некоторые автомобильные концерны, в частности, Даймлер, благосклонно относятся к карпулингу.
Преимущества
- Экономия расходов на топливо, ремонт, парковку и сборы.
- Уменьшение дорожных заторов, при объединении автолюбителей-попутчиков в одной машине.
- Уменьшаются выбросы вредных газов, что может уменьшать глобальное потепление.
- Пассажирам удаётся избежать стресса и нагрузки вождения. Чередуясь по дням, участники карпулинга могут по очереди брать на себя роль водителя.
- Совместные поездки помогают заводить новые знакомства. В современном обществе, ориентированном на индивидуализм и независимость каждого, такая возможность может быть очень ценной.
- Некоторые муниципалитеты (например, в США) пускают автомобили с пассажирами на маршрутные полосы. Некоторые компании предоставляют специальные места парковки, а кроме того, с точки зрения коллектива, найти место для одной машины легче, чем для всех машин участников.
- В ближайшее время «динамический поиск» (англ. real-time ridesharing) позволит очень быстро находить себе попутчиков.

Недостатки
- Водители отвечают за задержку в случае аварии с участием их автомобиля.
- Водителям иногда приходится заезжать за пассажирами, а значит, и удлинять своё время в дороге.
- Властям города организовать и поддерживать карпулинг бывает непросто.
- Риск оказаться с попутчиком с преступными намерениями.[6]
- Распространённый в бывшем СССР способ эксплуатации карпулов: пассажир приходит на точку сбора, а вместо легкового автомобиля, на который он подписывался, за ним заезжает маршрутка[7]. Обычных автолюбителей-карпулеров, которые могли бы стать конкурентами маршрутке, маршрутчики бронируют через подставные аккаунты.

## Потенциальный рынок
Согласно исследованию, проведенному в Калифорнийском университете Беркли в 2010 году, около 20 % респондентов готовы использовать райдшеринг, по крайней мере, один раз в неделю. Кроме того, карпулинг пользуется бо́льшим спросом у тех, кто ежедневно передвигается в одном и том же направлении (30 %), чем у тех, кто совершают случайные поездки. Основными препятствиями, замедляющими развитие карпулинга, являются короткие поездки и увеличение времени, проводимого в пути.

## Внедрение сервиса
Использование данного способа передвижения стало возможным благодаря достижениям техники:
- GPS-устройства для определения маршрута водителя и организации совместной поездки.
- Смартфоны, позволяющие пользователям услуги сделать запрос на поездку, независимо от места нахождения.
- Социальные сети, делающие услугу прозрачной и повышающие уровень доверия между водителем и пассажиром.

Первые проекты, напоминающие карпулинг, появились в 1990-х годах, но сразу же встретили на своем пути такие препятствия, как необходимость развития сообщества пользователей и удобного способа взаимодействия друг с другом. Постепенно телефоны, посредством которых организовывались поездки, были заменены интернетом, электронной почтой и смартфонами, а крупные компании разработали специальные сообщества для пользователей. По состоянию на 2006, такси подобного рода оказывало негативное влияние на автомобильную промышленность.
Организовать и поддерживать карпулинг бывает непросто. Власти города способны помочь автовладельцам, организуя специальные места для остановок попутчиков, как это сделано в Вашингтоне. Правительство Москвы одобрило такие остановки на территории города. В США — вокруг станций метро и крупных автобусных остановок размещены таблички с указаниями направлений для совместной поездки. Также организуются выделенные, для водителей с пассажирами, карпул-полосы движения.
В середине 2010-х годов карпулинг все ещё находится в своей начальной стадии развития. Несмотря на то, что многие успешные пилотные проекты уже реализованы, ни одна компания, занимающаяся карпулингом, не обслуживает сколько-нибудь значительного числа пользователей.

### Сетевой сервис
В 2011 году два райдшеринг-проекта, реализованных в Норвегии, получили государственную поддержку в виде денежных средств от Transnova. По одному из проектов в Бергене, услугой райдшеринга за день воспользовался 31 пассажир. В период с 30 июня по 15 сентября, в роли водителей и пассажиров побывало тридцать девять человек. В качестве телефонных приложений использовались Avego Driver и HentMEG.no.
Прототип приложения был разработан для Министерства транспорта Норвегии. Другой пилотный проект принадлежит компании Sharepool.
Во Франции райдшеринг обеспечивается за счет BlaBlaCar, которая фокусируется на междугородних совместных поездках.